# Apolo Stepanovič Žemčužnikovas
Apolo Stepanovič Žemčužnikovas (rusko Аполло́н Степа́нович Жемчу́жников), ruski general, * 22. december 1764, † 24. julij 1840.
Bil je eden izmed pomembnejših generalov, ki so se borili med Napoleonovo invazijo na Rusijo; posledično je bil njegov portret dodan v Vojaško galerijo Zimskega dvorca.

## Življenje
18. februarja 1785 je končal vojaško šolo in bil kot poročnik premeščen v Revelski mušketirski (poznejši lovski) polk. V letih 1792 in 1794 je sodeloval v bojih proti Turkom. Leta 1801 je bil povišan v polkovnika in naslednje leto je bil dodeljen Tavričeskemu grenadirskemu polku, s katerim se je udeležil francoskih kampanj leta 1805 in 1807; v tem času je postal poveljnik polka. 
Med veliko patriotsko vojno se je odlikoval, tako da je bil leta 1814 povišan v generalmajorja in imenovan za poveljnika 7. pehotne divizije. Po koncu vojne je postal povelnik 1. brigade 8. pehotne divizije in leta 1819 je postal poveljnik 29. pehotne divizije. 
Leta 1826 je bil povišan v generalporočnika, nakar je bil zaradi slabega zdravja leta 1838 upokojen. 